# Markus Salcher
Markus Salcher est un skieur handisport autrichien, né le 1er juin 1991.

## Palmarès

### Jeux paralympiques
| Épreuve / Édition | Vancouver 2010 | Sotchi 2014 | Pyeongchang 2018 | Pékin 2022 |
| ----------------- | -------------- | ----------- | ---------------- | ---------- |
| Descente          | -              | Or          | Bronze           | Argent     |
| Super-G           | 8e             | Or          | Bronze           | Argent     |
| Slalom géant      | DNF            | Bronze      |                  |            |
| Slalom            | 20e            |             |                  |            |
| Super combiné     | 9e             |             |                  |            |